# 藤沢市立滝の沢小学校
藤沢市立滝の沢小学校（ふじさわしりつ たきのさわしょうがっこう）は、神奈川県藤沢市遠藤にある公立小学校である。藤沢市28番目の公立小学校として湘南ライフタウンに開校した。

## 沿革
出典
- 1979年（昭和54年）4月1日 - 開校。
- 1979年（昭和54年）5月2日 - 開校記念日として制定。
- 1979年（昭和54年）11月5日 - タイムカプセル埋設。
- 1982年（昭和57年）3月31日 - 第１校舎完成。
- 1982年（昭和57年）12月18日 - 校歌制定 作詞:菊池正次 作曲:山下毅雄
- 1985年（昭和60年）4月 - 1820名(44学級)となる。
- 1991年（平成3年）2月 - プレハブ教室すべて撤去。
- 1993年（平成5年）9月1日 - ランチルーム完成。
- 1999年（平成11年）11月27日 - タイムカプセルオープンセレモニー開催。
- 2000年（平成12年）9月26日 - パソコン教室できる。
- 2004年（平成16年）3月 - プール温水シャワー設置工事完了。

## 教育目標
「ひびきあう ことば・こころ・からだ」
- よく考える子
- 思いやりのある子
- 明るく輝く元気な子[3]

## 学区
- 遠藤342～956の一部
- 茅ヶ崎市堤1・23～38・62～110[4]

## 進学先
公立中学校の場合。
- 藤沢市立滝の沢中学校

## アクセス
- 神奈川中央交通・滝の沢小学校前より徒歩1分